# Rizal (Kalinga)
Rizal (Liwan) ist eine philippinische Stadtgemeinde in der Provinz Kalinga. Sie hat 17.038 Einwohner (Zensus 1. August 2015).

## Baranggays
Rizal ist politisch in 14 Baranggays unterteilt.
- Babalag East (Pob.)
- Calaocan
- Kinama
- Liwan East
- Liwan West
- Macutay
- San Pascual
- San Quintin
- Santor
- Babalag West (Pob.)
- San Felipe (Bagbag-Bulbol)
- Romualdez
- San Francisco
- San Pedro